# Телепіну
Телепіну (д/н— бл. 1500 до н. е.) — останній великий цар (руба'ум рабі'ум) Давньохеттського царства близько 1525—1500 роках до н. е.

## Життєпис

### Отримання влади
Про походження Телепіну тривають дискусії. Сам він оголошував себе сином царя Аммуни, проте це видається сумнівним. Більш правдоподібним є те, що Телепіну був чоловіком доньки царів доньку Аммуни або Ціданти I чи сестри Хуцції I.
Близько 1525 року до н. е. Телепіну влаштував змову проти Хуцції I, оскільки довідався про намір того вбити самого Телепіну та його дружину. Танува, мешеді (очільник царської сторожі), наказав вбити Хуццію I та 5 його братів. Після цього Телепіну став новим великим царем хеттів.

### Внутрішні реформи
Непочату становище нового володаря не було міцним. Сталися нові спроби заколотів, в яких загинули спочатку його дружина Істапарія, а потім його син Аммуна. Тому Телепіну видав наказ «про спадкування царської влади». Згідно з цим наказом право на трон передавався старшому сину. У разі відсутності синів зійти на трон міг лише чоловік доньки. Всі інші царські родичі були виключені з числа можливих претендентів на престол і народні збори (панку) повинно було стежити за дотриманням цього закону. Цей порядок спадкування, суттєво зміцнив царську владу. Телепіну також обмежив владу панку, дозволивши йому лише розбирати суперечки царя з членами царського роду і надавши йому право скликати нараду (тулію) для суду над царем, який наважився зазіхнути на життя своїх родичів. В інші державні справи панку вже не могло втручатися. «Наказ Телепіну» також є важливим історичним джерелом, що стисло оповідає історію хеттів з періоду Лабарни I.
Також відновив складання хеттських законів. Висловлюється думка, що при мало місце впровадження законодавство, внаслідок чого було значно пом'якшені покарання і скасування деяких обрядів, насамперед заміна в деяких випадках людських жертвоприношень принесенням в жертву овець.
В рамках політики централізації держави скасував привілеї міст Манда (Мандакуні), Сала (Салкуні), Тамалкіі, Хатри, Цальпа (Цалпуви). Втім продовжував управлінні спиратися як на чиновників та й васалів, що мали певну автономію.
На кінець правління телепіну склалася заплутана ситуація: цар вже не мав синів. Його зять Аллувамна підозрювався у стосунках зі змовником Санку, що вбив сина Телепіну. Також мали претензії родичі колишніх царів хеттів.

### Зовнішня політика
Успадкував імперську ідею хеттів, розвинувши принцип держави від моря до моря (від Чорного до Середземного) і «природних» кордонів Хеттської держави, які не можна переходити (Мала Азія і Північна Сирія). Впровадив практику укладання формально рівних і фактично рівноправних міжнародних договорів, яка буде розвиватися хеттськими дипломатами надалі.
Цар хеттів уклав дружній договір з Ішпутахшу (Спудахсу), царем Кіззуватна, який можливо визнавав незалежність Кіззуватна від Хеттського царства. Це було необхідно для відновлення наступу на Північну Сирію. Його другий договір з Ішпутахшу (ймовірно наприкінці панування) демонструє послаблення Хеттського царства і експансію Кіззуватни.
Здійснював походи до держав в Сирії — Хашшу (Хахху) і Лаваццантію (Лухуццантія) в горах Тавра, яким надавала допомогу царство Мітанні. Тому вдалося підкорити лише Хашшу, діставши вихід до Середземного моря. В північній Сирії було зруйновано місто Хассува.
Тоді як війни з племінним союзом каска, що контролював вихід до Чорного моря не були достатньо вдалими. Вдалося лише зайняти області на схід від корінних земель хеттів. Крім того, відомо про успішний похід телеппіну дообласті Лукка (регіон в подальшому відомий як Лікія).

### Останні роки
Близько 1500 році до н. е. за невідомих обставин влада перейшла до Аллувамни. Можливо це сталося після смерті Телепіну або внаслідок повалення старого царя.